# Charjasta
Charjasta (ros. Харьяста) – wieś (ułus) w Rosji, w Buriacji, w rejonie kiachtyńskim. W 2010 liczyła 28 mieszkańców.